# Edouardus Jacobus de Beukelaer
Edouardus Jacobus de Beukelaer (* 15. März 1843 in Hoevenen; † 1919) war ein belgischer Bäcker und Unternehmer.

## Leben
Edouard de Beukelaer wurde als Kind des Brotbäckers Petrus Laurentius de Beukelaer und Catharina Lathouwers geboren. Er lernte die Grundlagen des Handwerks im väterlichen Betrieb und schaute sich von den Engländern ab, wie man Kekse herstellt, die ihre Frische behalten. Im Jahr 1850 gründete de Beukelaer eine kleine Bäckerei, in der er viel tüftelte, und erfand dabei den mit Schokoladencreme gefüllten Doppelkeks. Im Jahr 1870 gründete er die Keksfabrik de Beukelaer. Seine Keksfabrik mit ursprünglich rund zwanzig Arbeitern florierte so gut, dass er ihr 1889 eine Schokoladenfabrik und eine Süßwarenfabrik hinzufügen konnte.
Mit Emile Van Migem gehörte er dem ersten Vorstand des Royal Automobile Club Anversois von 1897 an. Baron de Bieberstein wurde zum ersten Präsidenten gewählt.
Edouard de Beukelaer war von 1866 bis zu ihrem Tod 1907 mit Maria Smedts verheiratet. Sie hatten eine Tochter, die 1867 geboren wurde. De Beukelaer heiratete 1908 Joanna Vervecken, woraufhin 1909 ihr Sohn Edouard geboren wurde. Nach seinem Tod führte seine Witwe die Geschäfte kommissarisch weiter, bis später der Sohn Edouard II. die Verantwortung übernahm und 1955 in Kempen am Niederrhein seine „Flämische Keksfabrik“ eröffnete.